# Radical 57

Le radical 57 (弓), qui signifie arc, est un des 31 des 214 radicaux chinois répertoriés dans le dictionnaire de Kangxi composés de trois traits.
Le caractère Unicode de 弓 est 5F13.

## Caractères avec le radical 57
| nombre de traits          | caractères                 |
| ------------------------- | -------------------------- |
| Sans trait supplémentaire | 弓                         |
| 1 traits supplémentaires  | 弔 引 弖                   |
| 2 traits supplémentaires  | 弗 弘                      |
| 3 traits supplémentaires  | 弙 弚 弛 弜                |
| 4 traits supplémentaires  | 弝 弞 弟 张                |
| 5 traits supplémentaires  | 弡 弢 弣 弤 弥 弦 弨 弩 弪 |
| 6 traits supplémentaires  | 弧 弫 弬 弭 弮 弯          |
| 7 traits supplémentaires  | 弰 弱 弲 弳                |
| 8 traits supplémentaires  | 弴 張 弶 強 弸 弹          |
| 9 traits supplémentaires  | 强 弻 弼 弽 弾             |
| 10 traits supplémentaires | 弿 彀 彁 彂                |
| 11 traits supplémentaires | 彃 彄 彅                   |
| 12 traits supplémentaires | 彆 彇 彈 彉                |
| 13 traits supplémentaires | 彊 彋                      |
| 14 traits supplémentaires | 彌                         |
| 15 traits supplémentaires | 彍                         |
| 19 traits supplémentaires | 彎                         |
| 20 traits supplémentaires | 彏                         |